# Pheropsophus hispanicus
Pheropsophus hispanicus es una especie de escarabajo de la familia Carabidae.

## Distribución geográfica
Se distribuye por el paleártico: sur de la península ibérica (España), islas Canarias y el Magreb.